# زیپکار
زیپکار (انگلیسی: Zipcar) شرکت اجاره خودرو آمریکایی است، که در سال ۲۰۰۰ توسط آنتی دنیلسون و رابین چیس تأسیس شد و هم‌اکنون زیرمجموعه گروه ایویس باجت می‌باشد.